# Huligadde, Hosanagara
Huligadde là một làng thuộc tehsil Hosanagara, huyện Shimoga, bang Karnataka, Ấn Độ.